# 伊尔斯普里什
伊尔斯普里什（法語：Hilsprich，法語發音：[ilspʁiʃ]；洛林法兰克语：Hilschprich）是法国摩泽尔省的一个市镇，属于萨尔格米讷区。

## 地理
伊尔斯普里什（49°0'47"N, 6°54'46"E）面积10.34 平方千米，位于法国大東部大區摩泽尔省，该省份为法国东北部内陆省份，是洛林的一部分，西南接默尔特-摩泽尔省，东临下莱茵省，北与卢森堡和德国接壤。
与伊尔斯普里什接壤的市镇（或旧市镇、城区）包括：迪方巴克莱埃利梅、勒瓦勒德盖布朗日、奥尔万、卡珀尔坎热、小唐坎、雷姆兰莱皮特朗日、圣让罗尔巴克。

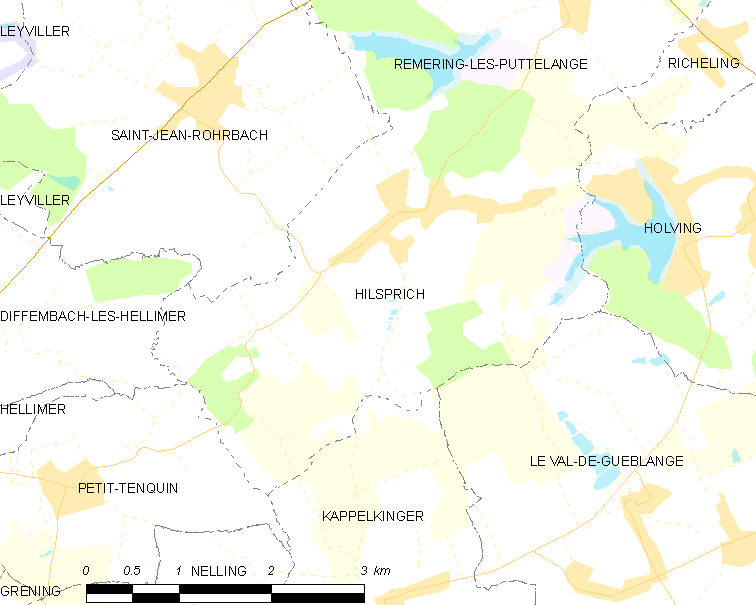
伊尔斯普里什的OSM定位图

伊尔斯普里什的时区为UTC+01:00、UTC+02:00（夏令时）。

## 行政
伊尔斯普里什的邮政编码为57510，INSEE市镇编码为57325。

## 政治
伊尔斯普里什所属的省级选区为萨拉尔布县。

## 人口

1962-2008年间伊尔斯普里什人口变化图示

伊尔斯普里什于2022年1月1日时的人口数量为840人。